# Darevskia schaekeli
Darevskia schaekeli es una especie de lagarto del género Darevskia, familia Lacertidae. Fue descrita científicamente por Ahmadzadeh, Flecks, Carretero, Mozaffari, Böhme, Harris, Freitas & Rödder en 2013.
Habita en Irán (provincia de Teherán: montes Elburz). La longitud máxima del hocico es de 54,8 mm en los machos y de 56,2 mm en las hembras. Suele ser encontrada en la vegetación alpina, afloramientos rocosos y pedregal suelto en elevaciones que van desde los 1720 a 2198 metros.